# Ejército de Taiwán (Japón)

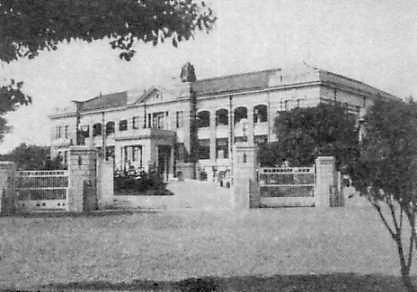
Sede del Ejército Imperial japonés en Taiwán.

El Ejército de Taiwán de Japón (台湾軍 Taiwan gun) era un ejército del Ejército Imperial Japonés reclutado y estacionado en la isla de Taiwán como fuerza de guarnición.

## Historia
Después de la primera guerra sino-japonesa, el Tratado de Shimonoseki transfirió el control de Taiwán de la dinastía Qing china al Imperio del Japón. El gobierno japonés estableció un gobernador general de Taiwán con sede en Taipéi. El 20 de agosto de 1919, el Gobernador General de Taiwán recibió el control de las fuerzas militares locales, que formaron el núcleo del Ejército de Taiwán en Japón.
Principalmente como una guarnición, el Ejército de Taiwán de Japón fue puesto bajo el control del Ejército Expedicionario de Shanghái al comienzo de la segunda guerra sino-japonesa en 1937. Un componente del Ejército de Taiwán, la Brigada Independiente Combinada de Taiwán, participó en numerosas campañas en la parte continental china, y más tarde se incluyó en la 48.ª División de Infantería.
Hacia el final de la Segunda Guerra Mundial, ya que la situación parecía cada vez más desesperada para Japón, el Ejército de Taiwán se fusionó con otras unidades que guarnecían la isla de Taiwán contra una posible invasión aliada, y el Ejército de Taiwán fue absorbido por el nuevo 10.º Ejército Japonés de Área el 22 de septiembre de 1944, bajo el cual formó el Ejército del Distrito de Taiwán el 1 de febrero de 1945, a pesar de que su mando dependía directamente del 10.º Ejército Japonés del Área.

## Comandantes

### Oficiales al mando
|    | Nombre                              | Desde                   | Hasta                    |
| -- | ----------------------------------- | ----------------------- | ------------------------ |
| 1  | General Jiro Akashi                 | 20 de agosto de 1919    | 26 de octubre de 1919    |
| 2  | General Goro Shiba                  | 1 de diciembre de 1919  | 4 de mayo de 1921        |
| 3  | Teniente General Heitaro Fukuda     | 4 de mayo de 1921       | 6 de agosto de 1923      |
| 4  | General Soroku Suzuki               | 6 de agosto de 1923     | 20 de agosto de 1924     |
| 5  | Teniente General Takaichi Kanno     | 20 de agosto de 1924    | 28 de julio de 1926      |
| 6  | Teniente General Kunishige Tanaka   | 28 de julio de 1926     | 10 de agosto de 1928     |
| 7  | General Takashi Hishikari           | 10 de agosto de 1928    | 3 de junio de 1930       |
| 8  | General Jotaro Watanabe             | 3 de junio de 1930      | 1 de agosto de 1931      |
| 9  | Teniente General Saburo Hayashi     | 1 de agosto de 1931     | 9 de enero de 1932       |
| 10 | General Nobuyuki Abe                | 9 de enero de 1932      | 1 de agosto de 1933      |
| 11 | General Iwane Matsui                | 1 de agosto de 1933     | 1 de agosto de 1934      |
| 12 | Mariscal de Campo Hisaichi Terauchi | 1 de agosto de 1934     | 2 de diciembre de 1935   |
| 13 | Teniente General Heisuke Yanagawa   | 2 de diciembre de 1935  | 1 de agosto de 1936      |
| 14 | Mariscal de Campo Shunroku Hata     | 1 de agosto de 1936     | 2 de agosto de 1937      |
| 15 | Teniente General Mikio Tsutsumi     | 2 de agosto de 1937     | 8 de septiembre de 1938  |
| 16 | Teniente General Tomou Kodama       | 8 de septiembre de 1938 | 1 de diciembre de 1939   |
| 17 | Teniente General Mitsuru Ushijima   | 1 de diciembre de 1939  | 2 de diciembre de 1940   |
| 18 | Teniente General Masaharu Homma     | 2 de diciembre de 1940  | 6 de noviembre de 1941   |
| 19 | General Rikichi Ando                | 6 de noviembre de 1941  | 17 de septiembre de 1945 |

### Jefes de Estado Mayor
|    | Nombre                            | Desde                 | Hasta                    |
| -- | --------------------------------- | --------------------- | ------------------------ |
| 1  | Mayor General Koichiro Soda       | 20 de agosto de 1919  | 25 de febrero de 1921    |
| 2  | Mayor General Kojiro Satoi        | 25 de febrero de 1921 | 4 de febrero de 1924     |
| 3  | Mayor General Kinzo Watanabe      | 4 de febrero de 1924  | 26 de julio de 1927      |
| 4  | Mayor General Nenosuke Sato       | 26 de julio de 1927   | 24 de abril de 1930      |
| 5  | Mayor General Takeshi Kosugi      | 24 de abril de 1930   | 11 de abril de 1932      |
| 6  | Mayor General Yoshishige Shimizu  | 11 de abril de 1932   | 18 de marzo de 1933      |
| 7  | Mayor General Kennosuke Otsuka    | 18 de marzo de 1933   | 22 de enero de 1934      |
| 8  | Mayor General Sumei Kuwaki        | 22 de enero de 1934   | 1 de agosto de 1935      |
| 9  | Teniente General Ryuhei Ogisu     | 1 de agosto de 1935   | 1 de marzo de 1937       |
| 10 | Mayor General Masataka Hata       | 1 de marzo de 1937    | 19 de febrero de 1938    |
| 11 | Teniente General Hisaichi Tanaka  | 19 de febrero de 1938 | 8 de septiembre de 1938  |
| 12 | Mayor General Kazuo Otsu          | 15 de octubre de 1938 | 9 de marzo de 1940       |
| 13 | Teniente General Mikio Uemura     | 9 de marzo de 1940    | 1 de marzo de 1941       |
| 14 | Teniente General Takaji Wachi     | 1 de marzo de 1941    | 20 de febrero de 1942    |
| 15 | Teniente General Shichiro Higuchi | 20 de febrero de 1942 | 29 de octubre de 1943    |
| 16 | Teniente General Shinpachi Kondo  | 29 de octubre de 1943 | 8 de julio de 1944       |
| 17 | Teniente General Haruki Isayama   | 8 de julio de 1944    | 17 de septiembre de 1945 |